# Río Chenab
El río Chenab es un largo río que discurre por el subcontinente indio, uno de los cinco ríos que fluyen por el Punyab en el noroeste de la India y noreste de Pakistán. La longitud total del río varía según las fuentes, yendo desde 960 km hasta los 1242 km.[cita requerida]
- ਚਨਾਬ, chanāb; en idioma panyabí
- चनाब; en idioma hindí
- چناب; en idioma urdú
- Literalmente significa: ‘río’ (aab, آب) ‘de la Luna’ (chan, چن).

## Geografía

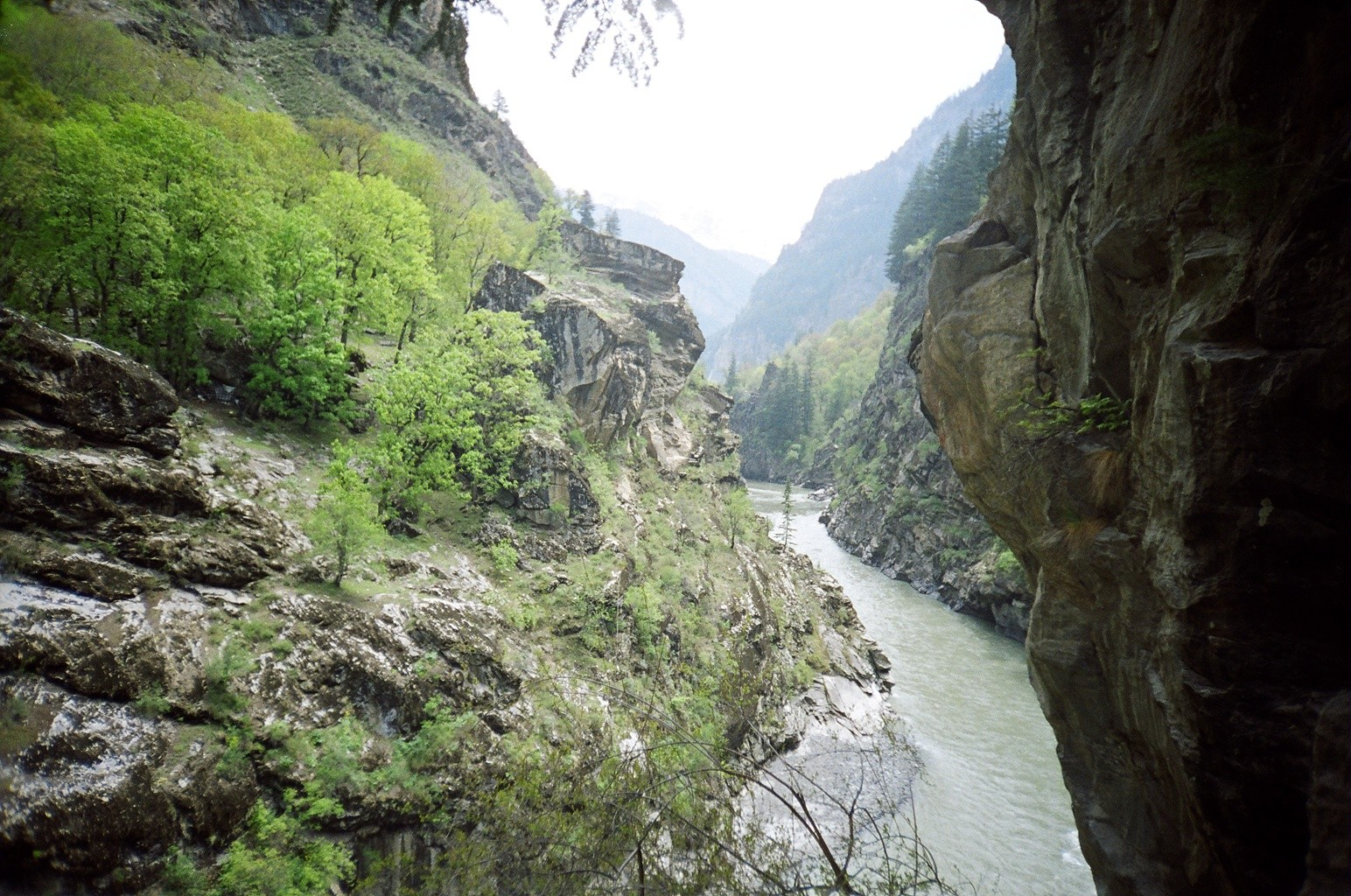
El río Chandra Bhagha (Chenab) cruza el valle Pangui en Himachal Pradesh.

Nace por la confluencia de los ríos Chandra y Bhaga, en Tandi, en la parte alta del Himalaya, en el distrito de Lahul y Spiti del estado indio de Himachal Pradesh. En su curso alto es conocido también como Chandrabhaga.
El río fluye primero en dirección sur durante un corto tramo y enseguida vira hacia el noroeste. Pasa por Khosar, Gonia, Gushai, Rashi, Hinsa, Kund Bara y Dumare. Luego se adentra en el estado de Jammu y Cachemira, en la región de Jammu. Mantiene la misma dirección y llega a Chito, Arthal, Galar y Ariz. El río vira hacia el oeste, describiendo un par de amplias curvas, pasando por Kutai, Kandhot, Doda, Sumbar y Sersandu. Se vuelve hacia el suroeste, y tras pasar cerca de Riasi y Kot, abandona la India. 
Llega a Pakistán, a la provincia de Punyab donde discurrirá por las llanuras del Punyab. Sigue hacia el suroeste, siendo cada vez más un río de llanura con un ancho cauce con muchos canales e islas. Llega a Gujrat, Chinlot y Jhang Sadar. Recibe después por la derecha al río río Jhelum (772 km) y, poco después, y está vez por la izquierda, al río Ravi (725 km) en Sardar Pur. Sigue cada vez más hacia el sursudoeste llegando a Wafadarpur y a continuación se une al río Sutlej (1.370) cerca de Uch Sharif, para dar nacimiento al corto río Panchanad, que tras 71 km desagua por la izquierda en el río Indo, en Mithankot.
Las aguas del Chenab asignadas a Pakistán lo hacen en aplicación de los términos del «Tratado de las Aguas del Indo».

## Historia
El río era conocido por los indios en el período védico como Chandrabhaga (en sánscrito: चंद्रभाग), también Ashkini (en sánscrito: अश्किनि) o Iskamati (en sánscrito: इस्कामति). Los antiguos griegos lo llamaron como Akesines.
En el 325 a. C., Alejandro Magno habría fundado la ciudad de Alejandría en el Indo (hoy en día Uch Sharif o Mithankot o Chacharán) en la confluencia del Indo y el curso combinado de los ríos del Panyab (actualmente conocido como el río Panchnad).
El Chenab ocupa el mismo lugar en la conciencia de la gente del Punyab que ocupan, por ejemplo, el río Rin para los alemanes, o el río Danubio para los austríacos y húngaros. Es el río icónico en torno al que gira la conciencia panyabí, y desempeña un papel importante en la narración de Heer Ranjha, la epopeya nacional panyabí o en la leyenda de Sohni Mahiwal.

## Proyectos hidroeléctricos
Este río ha estado en las noticias de los años recientes debido a las medidas adoptadas por el gobierno de la India para construir una serie de presas hidroeléctricas a lo largo de su curso (en la India), en particular el proyecto de energía Baglihar Hydel (finalización prevista en 2008-2009). Es uno de los resultados del Proyecto Cuenca Indo. Estos proyectos en el Chenab han sido acaloradamente recibidos por Pakistán, que dice que la India está violando los términos y cláusulas del tratado de las aguas del Indo mediante el almacenamiento de agua y la canalización de las aguas de este río, una demanda rechazada totalmente por el gobierno de la India.
- Wikisource en inglés contiene el artículo de la Encyclopædia Britannica de 1911 sobre Chenab.

## Eblace externo
- Esta obra contiene una traducción  derivada de «Chenab River» de Wikipedia en inglés, publicada por sus editores bajo la Licencia de documentación libre de GNU y la Licencia Creative Commons Atribución-CompartirIgual 4.0 Internacional.

- Datos: Q216875
- Multimedia: Chenab River / Q216875